# Dos años de destierro
Dos años de destierro es el séptimo álbum de la banda madrileña Ñu, editado por Avispa en 1990.

## Detalles
Este es el primer y único trabajo de Ñu para Avispa, luego de su paso por el sello Barrabás; el disco fue grabado en los estudios M-20 de Madrid, frecuentemente usados por Medina Azahara, y contó con la coproducción de Carlos Martínez, histórico colaborador de dicha banda cordobesa.
Ñu se ve reducido a trío para este álbum, con Jerónimo Ramiro (guitarra) y Niko del Hierro (bajo) acompañando al cantante y líder José Carlos Molina, quien además de coproductor se encargó de la programación de ritmos. 
No se menciona ningún batería o percusionista en los créditos del disco.

## Temas
Cara A
1. Destierro - 4:30
2. Tuboescape - 5:06
3. Marisoka - 4:17
4. La espada - 4:44

Cara B
1. Arrasando Madrid - 4:21
2. Estrella - 3:25
3. Dama de honor - 4:30
4. Galeras - 6:40

## Músicos
- José Carlos Molina - voz, flauta, teclados, programación
- Jerónimo Ramiro - guitarras
- Niko del Hierro - bajo, voces